# 22. јул
22. јул (22.7.) је 203. дан године по грегоријанском календару (204. у преступној години). До краја године има још 162 дана.

## Догађаји
- 838 — Војска Абасидског калифата је у бици код Анзена поразила византијску војску којом је командовао сам цар Теофило.
- 1209 — Крсташи су убили више хиљада становника града Безијеа током Албижанског крсташког рата.
- 1456 — Неуспешно завршена турска опсада Београда. Угарске снаге предводио је Јанош Хуњади.
- 1739 — Турска војска у бици код Гроцке победила Аустријанце и приморала их да напусте Србију и Београд. Београдским миром 18. септембра Београд и територије северно од Западне Мораве после 21 године поново припали Отоманском царству.
- 1812 — У бици код Саламанке, у Шпанији, Британци под командом војводе од Велингтона поразили Наполеонову војску којом је командовао маршал Огист Мармон.
- 1933 — Амерички пилот Вили Пост је постао прва особа која је сама облетела Земљу након скоро осам дана.
- 1934 — Америчког пљачкаша банака и убицу, „државног непријатеља број један“ Џона Дилинџера, у Чикагу, после 13 месеци потере, убили агенти ФБИ.
- 1941 — Почео устанак против њемачког окупатора у Словенији, под организацијом комуниста.
- 1943 — Савезничке снаге у Другом светском рату заузеле италијански град Палермо, на острву Сицилија.
- 1944 — У Лублину у Другом светском рату група пољских политичара, послата из СССР, формирала Комитет народног ослобођења, који је Москва признала као привремену пољску владу насупрот избегличкој влади у Лондону.
- 1946 — У експлозији бомбе коју је у хотелу „Кинг Давид“ у Јерусалиму подметнула екстремна јеврејска ционистичка организација Иргун, погинуло више од 90 особа, махом британских официра и војних службеника.
- 1972 — Совјетска космичка сонда „Венера-8“ спустила се на површину Венере са које је 10 минута, пре него што су изгорели инструменти, емитовала податке.
- 1981 — Турски терориста Мехмет Али Агџа осуђен на доживотну робију због атентата на папу Јована Павла II 13. маја. После 20 година пуштен из затвора и у јуну 2000. предат Турској.
- 1988 — У експлозији аутомобила-бомбе у близини сиријске војне базе у западном Бејруту погинуло седам, а повређено 48 особа.
- 1991 — Председништво СФРЈ је издало наредбу о разоружавању и демобилизацији свих илегалних војних формација у Хрватској.
- 1992 — Највећи колумбијски кријумчар дроге Пабло Ескобар побегао из затвора.
- 1994 — Позивајући се на економску кризу председник Рафаел Калдера суспендовао уставна права у Венецуели.
- 1996 — Испуштањем пакета с храном из авиона Уједињене нације почеле програм хуманитарне помоћи за око 700.000 људи у јужном Судану, којима је запретила смрт од глади.
- 1997 — Италијански суд осудио нацистичког СС официра Ериха Прибкеа на пет година затвора за злочине почињене у Италији за време Другог светског рата.
- 2001 — Почеле припреме професионалних ронилаца за извлачење нуклеарне подморнице „Курск“, која је у августу 2000, током вежби у Баренцовом мору, потонула на дубину од 107 m, а свих 118 чланова посаде погинуло.
- 2011 — У два повезана терористичка напада у Ослу и на острву Утоја Андерс Брејвик је убио 77 особа.

## Рођења
- 1478 — Филип I од Кастиље, краљ Кастиље и Леона. (прем. 1506)
- 1784 — Фридрих Бесел, немачки астроном и математичар. (прем. 1846)
- 1882 — Едвард Хопер, амерички сликар и графичар. (прем. 1967)
- 1894 — Оскар Марија Граф, немачки књижевник. (прем. 1967)
- 1934 — Луиза Флечер, америчка глумица. (прем. 2022)
- 1938 — Теренс Стамп, енглески глумац. (прем. 2025)
- 1944 — Питер Џејсон, амерички глумац. (прем. 2025)
- 1946 — Дени Главер, амерички глумац, редитељ и политички активиста.
- 1946 — Пол Шрејдер, амерички сценариста, редитељ и филмски критичар.
- 1947 — Алберт Брукс, амерички глумац, комичар, редитељ и сценариста.
- 1950 — Жарко Требјешанин, српски психолог.
- 1955 — Вилем Дефо, амерички глумац.
- 1961 — Патријарх српски Порфирије, 46. врховни поглавар Српске православне цркве.
- 1963 — Емилио Бутрагењо, шпански фудбалер.
- 1964 — Џон Легвизамо, амерички глумац, стендап комичар, продуцент, драматург и сценариста.
- 1964 — Дејвид Спејд, амерички глумац, комичар и сценариста.
- 1967 — Рис Иванс, велшки глумац и музичар.[1]
- 1969 — Деспина Ванди, грчка музичарка.
- 1970 — Иван Стефановић, српски редитељ.
- 1972 — Наташа Нинковић, српска глумица.
- 1974 — Франка Потенте, немачка глумица и певачица.
- 1976 — Дијана Дол, словачка порнографска глумица.
- 1976 — Нина Морић, хрватски модел.
- 1980 — Дирк Кајт, холандски фудбалер.
- 1980 — Кејт Рајан, белгијска музичарка.
- 1981 — Игор Матић, српски фудбалер.
- 1984 — Стјуарт Даунинг, енглески фудбалер.
- 1987 — Андреј Голубјев, руско-казахстански тенисер.
- 1991 — Тенис Сандгрен, амерички тенисер.
- 1992 — Селена Гомез, америчка глумица и музичарка.
- 1995 — Александар Вукотић, српски фудбалер.
- 1998 — Федерико Валверде, уругвајски фудбалер.

## Смрти
- 1461 — Карло VII Победник, француски краљ (рођ. 1403)
- 1832 — Наполеон II, војвода од Рајхштада, син Наполеона I Бонапарте и Марије Лујзе, унук хабзбуршког цара.
- 1852 — Огист Мармон, француски војсковођа.
- 1964 — Драган Алексић (песник), српски уметник, песник, драмски писац, филмски стваралац. (рођ. 1901)[2]
- 1979 — Шандор Кочиш, мађарски фудбалски репрезентативац. (рођ. 1929)
- 1990 — Едуард Стрељцов, руски фудбалски репрезентативац. (рођ. 1937)
- 2001 — Индро Монтанели, италијански новинар.
- 2005 — Драгош Калајић је био српски сликар, новинар, писац и члан Сената Републике Српске.

## Празници и дани сећања
- Српска православна црква слави:
  - Свештеномученик Панкратије
  - Свети Теодор
  - Свети новомученици Гламочки и Куленвакуфски